# Ruan-sur-Egvonne

Ruan-sur-Egvonne este o comună în departamentul Loir-et-Cher, Franța. În 1 ianuarie 2022 avea o populație de 80 de locuitori.